# Tour Elithis (Dijon)
Pour les articles homonymes, voir Tour Elithis.
La Tour Elithis est un immeuble de bureaux et commerces de Dijon, d'une surface totale de 5 000 m2, inauguré le 2 avril 2009. Conçue par le bureau d'études Elithis ingénierie et l'architecte Jean-Marie Charpentier, elle fait partie du quartier Clemenceau qui intègre entre autres le palais des congrès, érigé dans les années 1950, et l'Auditorium de Dijon, bâti dans les années 1990. Directement au nord se trouve la chambre de commerce et d'industrie de la Côte d'Or, construite un an avant la tour Elithis. Celle-ci prend place sur une petite esplanade piétonne desservant les quatre bâtiments précédemment cités.

## Consommation électrique
Cette tour est conçue pour produire plus d'énergie qu'elle n'en consomme grâce notamment à une conception bioclimatique et à 560 m2 de panneaux photovoltaïques installés en toiture. 
D'autre part, pour réduire la consommation énergétique et l'empreinte écologique du bâtiment, la façade est composée en majeure partie de bois, d'une isolation réalisée par de la ouate de cellulose et de grandes surfaces vitrées limitant l'usage de l'éclairage artificiel.
Le rafraichissement du bâtiment en été est limité grâce à un bouclier solaire recouvrant les surfaces vitrées au sud, à l'est et à l'ouest exposées au soleil durant la journée.
En hiver et mi-saison, l'orientation des lamelles du bouclier laisse entrer la lumière naturelle et l'énergie solaire. Le chauffage est assuré par une chaudière à granulé de bois.
Après 3 années l'exploitant indique que la Tour Elithis consomme entre 10 et 15 fois moins d'énergie qu'un bâtiment qui se soumettrait aux objectifs des règlementations les plus strictes (RT 2012 et Label BBC) et consomme à ce jour entre 40 et 50 fois moins qu'un bâtiment tertiaire classique existant.